# شقار أوريغوني
الشقّار الأوريغوني نوع نباتي ينتمي إلى جنس الشقّار من الفصيلة الحوذانية.

## البيئة والانتشار
موطنه الأصلي منطقة الساحل الغربي للولايات المتحدة.

## الوصف النباتي
نبات عشبي معمر ينمو بشكل منتصب. أزهاره زرقاء بنفسجية. تنمو الثمار كعنقود من الفقيرات. ينتشر النبات بالجذامير.